# Список эпизодов телесериала «Аббатство Даунтон»
Список эпизодов британского сериала «Аббатство Даунтон», который транслировался с 26 сентября 2010 года по 25 декабря 2015 года.

## Обзор сезонов
| Сезон                        | Сезон                        | Эпизоды           | Оригинальная дата показа | Оригинальная дата показа | Среднее количество зрителей Великобритании, млн чел. |
| Сезон                        | Сезон                        | Эпизоды           | Премьера сезона          | Финал сезона             | Среднее количество зрителей Великобритании, млн чел. |
| ---------------------------- | ---------------------------- | ----------------- | ------------------------ | ------------------------ | ---------------------------------------------------- |
|                              | 1                            | 7                 | 26 сентября 2010         | 7 ноября 2010            | 9,70                                                 |
|                              | 2                            | 8                 | 18 сентября 2011         | 6 ноября 2011            | 11,68                                                |
| Спецвыпуск                   | 2                            | 25 декабря 2011   | 25 декабря 2011          |                          | 11,68                                                |
|                              | 3                            | 8                 | 16 сентября 2012         | 4 ноября 2012            | 11,91                                                |
| Спецвыпуск                   | 3                            | 25 декабря 2012   | 25 декабря 2012          |                          | 11,91                                                |
|                              | 4                            | 8                 | 22 сентября 2013         | 10 ноября 2013           | 11,84                                                |
| Спецвыпуск                   | 4                            | 25 декабря 2013   | 25 декабря 2013          |                          | 11,84                                                |
|                              | 5                            | 8                 | 21 сентября 2014         | 9 ноября 2014            | 10,40                                                |
| Спецвыпуск                   | 5                            | 25 декабря 2014   | 25 декабря 2014          |                          | 10,40                                                |
|                              | 6                            | 8                 | 20 сентября 2015         | 8 ноября 2015            | 10,39                                                |
| Спецвыпуск                   | 6                            | 25 декабря 2015   | 25 декабря 2015          |                          | 10,39                                                |
|                              | Аббатство Даунтон            | Аббатство Даунтон | 13 сентября 2019         | 13 сентября 2019         | N/A                                                  |
| Аббатство Даунтон: Новая эра | Аббатство Даунтон: Новая эра | 29 апреля 2022    | 29 апреля 2022           | N/A                      |                                                      |

## Список серий

### Сезон 1 (2010)
(1912—1914)
| № общий | № в сезоне | Название          | Режиссёр        | Автор сценария                   | Дата премьеры    | Зрители в Великобритании (млн) |
| --- | ---------- | ----------------- | --------------- | -------------------------------- | ---------------- | ------------------------------ |
| 1 | 1          | «Первая серия»    | Брайан Персивал | Джулиан Феллоуз                  | 26 сентября 2010 | 9,25                           |
| Апрель 1912 года. Кузен графа Грэнтэма Джеймс Кроули и его сын Патрик погибают в результате крушения «Титаника». Поскольку у графа нет сыновей, а титул и поместье должны передаваться по мужской линии, возникает неразбериха: кто же станет наследником? В это же время граф Грэнтэм нанимает новым камердинером Джона Бейтса, с которым раньше вместе служил. Даунтон посещает молодой герцог Кроуборо, который может стать хорошей партией для Мэри. Когда-то у него была тайная интимная связь со слугой Томасом. Последний начинает его шантажировать, однако тот крадёт у него и сжигает их переписку, а затем уезжает. |            |                   |                 |                                  |                  |                                |
| 2 | 2          | «Вторая серия»    | Бен Болт        | Джулиан Феллоуз                  | 3 октября 2010   | 9,97                           |
| Сентябрь 1912 года. Молодой адвокат Мэттью Кроули — новый наследник; он прибывает в поместье Даунтон со своей матерью Изабель. Они привыкли вести гораздо более скромную жизнь, чем аристократы Грэнтэмы. Изабель Кроули была медицинской сестрой во время англо-бурской войны. |            |                   |                 |                                  |                  |                                |
| 3 | 3          | «Третья серия»    | Бен Болт        | Джулиан Феллоуз                  | 10 октября 2010  | 8,97                           |
| Март 1913 года. В поместье Даунтон гостит молодой и привлекательный турецкий дипломат Кемаль Памук, который недвусмысленно ухаживает за леди Мэри и добивается её благосклонности. Но сердечный приступ обрывает его жизнь в самый неподходящий момент у неё в спальне. Желая избежать скандала, Мэри просит помощи матери и горничной Анны, чтобы перенести тело Памука обратно в его спальню. Шокированные дамы не замечают в коридоре младшую горничную Дейзи, которая совсем не умеет хранить секреты. |            |                   |                 |                                  |                  |                                |
| 4 | 4          | «Четвёртая серия» | Брайан Келли    | Джулиан Феллоуз и Шила Стивенсон | 17 октября 2010  | 9,70                           |
| Май 1913 года. Ярмарка. Миссис Хьюз встречается со своим бывшим поклонником, и он снова делает ей предложение. Томас просит Дейзи пойти с ним на ярмарку, чтобы позлить Уильяма. Карсон предполагает, что в Даунтоне завёлся вор среди прислуги. Мозли страдает аллергией, которая становится предметом бурных дебатов между леди Вайолет и Изабель. Леди Сибил обсуждает вопросы феминизма с новым шофёром. |            |                   |                 |                                  |                  |                                |
| 5 | 5          | «Пятая серия»     | Брайан Келли    | Джулиан Феллоуз                  | 24 октября 2010  | 9,40                           |
| Август 1913. Бейтс обнаруживает, что Томас крадёт вино из погреба. Томас решает подставить Бейтса, крадёт табакерку лорда Грэнтэма и подбрасывает её в комнату Бейтса; но его план рушится. Бейтс и Анна признаются друг другу в своих чувствах. В то же время в светских сплетнях начинают поговаривать о леди Мэри и «привлекательном турке»: Дейзи рассказала, что видела, мисс О’Брайен, а та поведала всё леди Эдит, которая написала письмо в турецкое посольство. |            |                   |                 |                                  |                  |                                |
| 6 | 6          | «Шестая серия»    | Брайан Персивал | Джулиан Феллоуз                  | 31 октября 2010  | 9,84                           |
| Май 1914 года. Слухи о Мэри и обстоятельствах смерти молодого турка усиливаются, что вынуждает леди Кору рассказать обо всём вдовствующей графине. У Эдит появляется поклонник сэр Энтони. Мисс О’Брайен и Томас продолжают заговор против Бейтса, во время которого выясняются неприятные факты из его прошлой жизни. Сибил проявляет интерес к политике по правам женщин, что становится причиной разногласий с графом Грэнтэмом. Под ложным предлогом она уговаривает Бренсона поехать в Рипон для участия в митинге. Там происходит потасовка, в результате чего Сибил получает ранение. Вечером во время беседы Мэри и Мэттью признаются друг другу в любви и соединяются в поцелуе. |            |                   |                 |                                  |                  |                                |
| 7 | 7          | «Седьмая серия»   | Брайан Персивал | Джулиан Феллоуз                  | 7 ноября 2010    | 10,77                          |
| Июль–август 1914 года. В Европе нарастает напряжённость после убийства эрцгерцога Франца Фердинанда. Семья возвращается из Лондона, кроме Мэри. Кора узнаёт, что беременна. Мэри узнаёт, откуда появились слухи о ней и мистере Памуке, и позже мстит Эдит. Сестра графа — леди Розамунд — убеждает её не торопиться с браком, так как ситуация может измениться, если ребёнок окажется мальчиком и станет наследником Даунтона и графского титула. Анна узнаёт о прошлом Бейтса. Мэттью недоволен нерешительностью Мэри. Мисс О’Брайен сердится на Кору, так как думает, что та хочет её уволить. Она оставляет мыло под ванной, в результате чего хозяйка её теряет ребёнка, который был мальчиком. Томаса ловят с поличным при краже, и он своевременно уходит в отставку, чтобы служить в военно-медицинском корпусе. Мэри дает своё согласие Мэттью, но он говорит, что не уверен в искренности её намерений и своём решении покинуть Даунтон. Граф Грэнтэм получает телеграмму и сообщает, что Великобритания объявила войну с Германией, положив тем самым начало Первой мировой войне. |            |                   |                 |                                  |                  |                                |

### Сезон 2 (2011)
(1916—1919)
| № общий | № в сезоне | Название                                                     | Режиссёр        | Автор сценария  | Дата премьеры    | Зрители в Великобритании (млн) |
| --- | ---------- | ------------------------------------------------------------ | --------------- | --------------- | ---------------- | ------------------------------ |
| 8 | 1          | «Первая серия»                                               | Эшли Пирс       | Джулиан Феллоуз | 18 сентября 2011 | 11,41                          |
| Ноябрь 1916 год. Эпизод начинается с прибытия новой горничной Этель и жены мистера Бейтса. Мэттью и Томас находятся в центре боевых действий во Франции. Бейтс уходит с работы, так как его жена шантажирует его. В Даунтоне организуют благотворительный концерт в помощь финансирования больницы. Сибил хочет учиться на медсестру, а Бренсон показывает свои чувства к ней. Мэри получает шокирующие новости. |            |                                                              |                 |                 |                  |                                |
| 9 | 2          | «Вторая серия»                                               | Эшли Пирс       | Джулиан Феллоуз | 25 сентября 2011 | 11,77                          |
| Апрель 1917 год. Лорд Грэнтэм вынужден нанять нового камердинера, который только что вернулся с войны. Лакей Уильям получает долгожданную повестку о призыве в армию и появляется в Даунтоне в новенькой солдатской форме. Томас возвращается с войны после преднамеренно полученного ранения в кисть левой руки и вместе с Сибил начинает работать в госпитале. Мэттью временно переводят на службу в Англию, и он появляется в Даунтоне вместе со своей невестой Лавинией. |            |                                                              |                 |                 |                  |                                |
| 10 | 3          | «Третья серия»                                               | Энди Годдард    | Джулиан Феллоуз | 2 октября 2011   | 11,33                          |
| Июль 1917 года. Больница не может вместить большой приток раненых солдат с фронта. Даунтон превращают в санаторий для реабилитации. Вдовствующая графиня вместе с леди Розамунд пытаются выяснить что-то о прошлом Лавинии. Анна узнаёт, что Бейтс работает в деревне. Уильям просит Дейзи выйти за него замуж, прежде чем он отправится на войну. |            |                                                              |                 |                 |                  |                                |
| 11 | 4          | «Четвёртая серия»                                            | Брайан Келли    | Джулиан Феллоуз | 9 октября 2011   | 11,30                          |
| Начало 1918 года. Этель флиртует с майором Брайантом. Лорд Грэнтэм получает письмо и вынужден начать неприятный разговор с Мэри. Миссис Хьюз делает шокирующее открытие, которое заканчивается слезами одного сотрудника. |            |                                                              |                 |                 |                  |                                |
| 12 | 5          | «Пятая серия»                                                | Брайан Келли    | Джулиан Феллоуз | 16 октября 2011  | 11,59                          |
| Середина 1918 года. Лорд Грэнтэм получает новости с фронта о том что Мэттью и Уильям ранены. На работу берут новую горничную Джейн. Мэттью парализовало ниже пояса. У Уильяма более значительные ранения. Мэри ухаживает за Мэттью. В разговоре с Лавинией он настаивает, чтобы она забыла его и жила дальше. Миссис Хьюз тайно помогает Этель. Миссис Патмор уговаривает Дейзи выйти за Уильяма перед его смертью. Они женятся в окружении других слуг, в то время как жених прикован к постели. Вскоре он умирает во сне. Жена мистера Бейтса угрожает раскрыть тайну смерти мистера Памука. Мэри приходится всё рассказать и просить о помощи Ричарда Карлайла. Он соглашается в обмен на обещание выйти за него замуж и, не сообщив ей, объявляет о помолвке в газету. |            |                                                              |                 |                 |                  |                                |
| 13 | 6          | «Шестая серия»                                               | Энди Годдард    | Джулиан Феллоуз | 23 октября 2011  | 11,33                          |
| Октябрь—ноябрь 1918 года. Канадский офицер, чьё лицо изуродовано ожогами, просит перевода в Даунтон, заявив, что имеет отношение к семье. Лорд Грэнтэм соглашается, предполагая, что он возможно дальний родственник. Но он шокирует всех, заявив, что он — это Патрик Кроули, якобы умерший наследник. Он рассказывает, что выжил после крушения «Титаника» и страдал от амнезии, был не в состоянии идентифицировать себя. Большинство категорически отрицают эту возможность, хотя он и помнит многие детали, которые знал только Патрик. Однако Эдит верит ему и привязалась к нему; он утверждает, что всегда был в неё влюблён. Расследование лорда Грэнтэма ставит под сомнение претензии канадского офицера: у Патрика Кроули, оказывается, был друг, который эмигрировал в Канаду. Это всё приводит к внезапному его отъезду. Между тем Мэттью привыкает к своему состоянию; о нём постоянно заботится Мэри. Сэр Ричард Карлайл недоволен её интересом к Мэттью и разговаривает с Корой о том, чтобы вернуть обратно Лавинию. Этель узнаёт о смерти майора Брайанта. Карсон получает заманчивое предложение от сэра Ричарда — быть их дворецким в новом доме после женитьбы на Мэри. Бейтс едет в Лондон, чтобы решить вопрос развода с женой. После возвращения он получает известие, что она мертва. Война заканчивается. |            |                                                              |                 |                 |                  |                                |
| 14 | 7          | «Седьмая серия»                                              | Джеймс Стронг   | Джулиан Феллоуз | 30 октября 2011  | 12,26                          |
| 1919 год. Жители пытаются вернуться к нормальной жизни после войны. Мэттью начинает подозревать, что чувствительность возвращается. Однажды, видя, что Лавиния падает, он вдруг встаёт с коляски и объявляет, что они поженятся в ближайшее время. Вдовствующая графиня сообщает ему, что Мэри по-прежнему влюблена в него, но тот чувствует себя обязанным жениться на Лавинии, так как она была готова пожертвовать своей жизнью за него. Ричард Карлайл просит Анну шпионить за Мэри, и поведение его приводит Карсона к решению отклонить его предложение о работе. Родители майора Брайанта посещают Даунтон, чтобы увидеть, где их сын провёл последние дни, и миссис Хьюз устраивает встречу между ними и Этель с ребёнком. Томас ищет прибыли на чёрном рынке. Лорд Грэнтэм сближается с новой горничной Джейн и целует её. Сибил принимает решение бежать с Бренсоном; Мэри узнаёт её план и вместе с Эдит и Анной ищет их, убеждая сестру вернуться и рассказать всё родителям. |            |                                                              |                 |                 |                  |                                |
| 15 | 8          | «Восьмая серия»                                              | Джеймс Стронг   | Джулиан Феллоуз | 6 ноября 2011    | 12,45                          |
| Апрель 1919 года. Идёт подготовка к свадьбе Мэттью и Лавинии. Сибил рассказывает, что выходит замуж за Бренсона, что приводит в гнев её родителей. Лорд Грэнтэм яростно выступает против этой идеи, но угрозы его не помогают. Затем он пытается подкупить Тома. Кора, Карсон и Лавиния заболевают испанским гриппом. Предприятие Томаса терпит провал, оставляя его без гроша, без работы, но болезнь Карсона даёт ему шанс стать полезным в доме. В то время как Лавиния отдыхает наверху, Мэттью оказывается наедине с Мэри и рассказывает, что вдовствующая графиня сказала ему, что он должен жениться на ней. Оба они признают, что не могут это сделать. Тем не менее, они целуются; тем временем Лавиния спускается по лестнице, а позже говорит жениху, что она слышала и видела всё. Опасаясь, что болезнь её может объединить Мэттью и Мэри, Ричард Карлайл приезжает в Даунтон. Лорд Грэнтэм оказывается не в состоянии контролировать свои желания к Джейн, которая охотно отвечает на них. Их ночная встреча прерывается, и она решает уехать. Анна настаивает на том, что они с Бейтсом должны пожениться, чтобы она могла поддержать его в трудностях. Они женятся; втайне Мэри устраивает для них сюрприз, чтобы они могли провести первую брачную ночь в комнате для гостей. Коре и Карсону становится хуже. О’Брайен неустанно заботится о хозяйке и пытается попросить у неё прощения. Но в итоге неожиданно умирает Лавиния. Охваченный чувством вины, Мэттью говорит Мэри, что любые отношения между ними уже невозможны. Лорд Грэнтэм неохотно даёт своё благословение Сибил и Бренсону. Эпизод заканчивается арестом Бейтса за убийство своей ненавистной жены Веры. |            |                                                              |                 |                 |                  |                                |
| 16 | —          | «Рождество в Аббатстве Даунтон» «Christmas at Downton Abbey» | Брайан Персивал | Джулиан Феллоуз | 25 декабря 2011  | 12,11                          |
| Декабрь 1919 и январь 1920 года. Все готовятся к Рождеству. Сибил вышла замуж за Бренсона и беременна. Бейтс признан виновным в убийстве своей бывшей жены Веры, несмотря на показания графа Грэнтэма. В конце эпизода его смертный приговор заменили на пожизненное заключение. Отношения между Мэттью и Мэри делают ещё один поворот. Она расстаётся со своим женихом Ричардом Карлайлом, несмотря на его угрозы раскрыть её тайну о мистере Памуке. Мэри рассказывает всё Мэттью, и в финальной сцене он делает ей предложение. |            |                                                              |                 |                 |                  |                                |

### Сезон 3 (2012)
(1920—1921)
| № общий | № в сезоне | Название                                                      | Режиссёр        | Автор сценария  | Дата премьеры    | Зрители в Великобритании (млн) |
| --- | ---------- | ------------------------------------------------------------- | --------------- | --------------- | ---------------- | ------------------------------ |
| 17 | 1          | «Первая серия»                                                | Брайан Персивал | Джулиан Феллоуз | 16 сентября 2012 | 11,43 7.9 (PBS)                |
| Март 1920 года. Мать леди Коры приезжает в Даунтон на свадьбу Мэттью и Мэри; но отношения между ними напряжённые. Новый лакей Альфред пытается вписаться в коллектив слуг Даунтона под присмотром своей тётки О’Брайен. Приезжают Сибил и Том Бренсон, из-за чего происходит очередной конфликт в семье. У графа Грэнтэма большие финансовые проблемы — он может потерять Даунтон. |            |                                                               |                 |                 |                  |                                |
| 18 | 2          | «Вторая серия»                                                | Брайан Персивал | Джулиан Феллоуз | 23 сентября 2012 | 12,08                          |
| Апрель 1920 года. Мэри и Мэттью возвращаются из свадебного путешествия, проведённого на юге Франции. Сопровождавшая их Анна навещает Бейтса в тюрьме и рассказывает ему, как продвигаются поиски знакомых его покойной жены. О’Брайен и Томас враждуют из-за назначения Альфреда камердинером сэра Мэттью, из-за чего страдает гардероб господ. Мэри и старая графиня, не допуская мысли об утере Даунтона, строят планы по поводу денег миссис Левинсон — матери Коры. Они планируют показать ей, как важен Даунтон для местного сообщества, и созывают соседей на торжественный ужин. Но в этот день всё идёт не так: сломалась печь, ужин не готов, фрак Мэттью не прибыл из починки, парадные рубашки графа исчезли. Положение спасает миссис Левинсон, предложив устроить ужин в американском стиле «пикник дома». Разгадав планы Мэри и старой графини, она заявляет с американской прямотой, что не может дать денег для спасения поместья, ибо не вправе тратить основной капитал. Эдит пытается наладить свою личную жизнь: ей очень нравится сэр Энтони Стрэллан, но он сам считает, что слишком стар для неё. Миссис Хьюз обратилась к доктору по поводу опухоли и вынуждена ждать результат анализов, опасаясь, что это рак; об этом знает только миссис Патмор. Американка-горничная флиртует с Альфредом. Изабель Кроули оказывает благотворительную помощь женщинам, попавшим в трудную жизненную ситуацию, и обнаруживает, что бывшая служанка Этель, родившая ребёнка от майора Брайанта, стала проституткой. |            |                                                               |                 |                 |                  |                                |
| 19 | 3          | «Третья серия»                                                | Энди Годдард    | Джулиан Феллоуз | 30 сентября 2012 | 11,96                          |
| Май 1920 года. Все готовятся к свадьбе Эдит и сэра Энтони. Но в церкви последний меняет своё решение и отменяет свадьбу у алтаря. Отец Лавинии написал Мэттью письмо, в котором сообщил, что знал о произошедшем между ними, так как дочь написала ему в день смерти письмо, и он хочет, чтобы Мэттью владел её наследством. Наконец тот решает принять наследство и помочь Даунтону. Граф Грэнтэм отказывается от его денег, но предлагает ему инвестировать и стать совладельцем. Мэттью соглашается. Мисс Хьюз узнаёт, что опухоль доброкачественная и это не рак. Томас распространяет слух, что мисс О’Брайен хочет уйти с работы, за что она обещает ему отомстить. Изабель Кроули пытается помочь Этель. Сокамерник Бейтса пытается подставить его, но его предупредили об этом. |            |                                                               |                 |                 |                  |                                |
| 20 | 4          | «Четвёртая серия»                                             | Энди Годдард    | Джулиан Феллоуз | 7 октября 2012   | 11,83                          |
| Июнь 1920 года. В Ирландии революционеры сожгли дом аристократа, Бренсон подозревается в соучастии. Он приезжает в Даунтон, но оставляет жену в Ирландии; все Кроули возмущены этим поступком. Сибил благополучно приезжает в Даунтон. Граф Грэнтэм договаривается с министром внутренних дел, что Бренсона не осудят, если он останется в Англии и не вернётся в Ирландию. Анна не получает письма от мужа, и его не разрешают посетить. Бейтс тоже не получает письма, но узнаёт, что сокамерник его договорился с начальником тюрьмы, чтобы их удерживали. Он подкидывает ему наркотики, и при обыске их находят; ему возвращают письма и отправляют жене его собственные. Этель решает отдать сына бабушке и дедушке. Карсону требуется новый лакей, и он нанимает Джимми Кента, привлёкшего внимание всех женщин и Томаса. Миссис Патмор нанимает новую кухарку, которая очень понравилась Альфреду и отдалила его от Дейзи. Эдит пишет в газету в поддержку прав женщин. Мэттью разбирает дела Даунтона и понимает, что всё не так хорошо, как кажется, поэтому он обращается к леди Вайолет. |            |                                                               |                 |                 |                  |                                |
| 21 | 5          | «Пятая серия»                                                 | Джерими Уэбб    | Джулиан Феллоуз | 14 октября 2012  | 11,93                          |
| Июль 1920 года. Эдит предлагают вести постоянную колонку в газете, но большинство семьи не поддерживает её в этом. Леди Изабель предлагает Этель работу в качестве горничной, однако мисс Берд против того, чтобы работать с ней, и увольняется. Новая кухарка подвергается нападкам Дейзи из-за ухаживаний Альфреда. Анна встречается с адвокатом насчёт новых показаний для освобождения Бейтса. Мэттью считает, что граф Грэнтэм не справляется с управлением поместья и обращается за помощью к адвокату Джорджу Мюррею; Мэри обижается на него за это. Сибил должна скоро родить, поэтому Роберт обращается к знаменитому акушеру Филиппу Травелу, но Кора настаивает, чтобы её наблюдал доктор Кларксон. Два врача расходятся во мнениях о лечении: доктор Кларксон настаивает, что у Сибил может развиться эклампсия и её нужно срочно госпитализировать, а сэр Филипп — что она полностью здорова. Сибил рожает здоровую девочку, но ночью ей самой становится плохо, и она умирает. Кора обвиняет мужа в смерти дочери, потому что он не послушал доктора Кларксона. Весь дом находится в трауре. |            |                                                               |                 |                 |                  |                                |
| 22 | 6          | «Шестая серия»                                                | Джереми Уэбб    | Джулиан Феллоуз | 21 октября 2012  | 12,06                          |
| Июль 1920 года. Бренсон хочет назвать свою дочь Сибил и окрестить её в католитической вере, но Роберт противится этому. Однако Мэри и остальная часть семьи защищают решение Бренсона. Дабы спасти брак Коры и Роберта, леди Вайолет заставляет доктора Кларксона признать, что Сибил, скорее всего, всё равно бы умерла, даже если бы ей сделали кесарево сечение, и Кора прощает мужа. Анна находит доказательства невиновности Бейтса, но самому ему приходится запугать своего сокамерника, после чего адвокат Мюррей сообщает, что вскоре он будет свободен. Дейзи расстроена тем, что Альфред уделяет внимание Айви. Этель готовит обед для женщин Кроули и заручается поддержкой миссис Патмор. Роберт оскорблён, что Изабель позволила бывшей проститутке подавать обед его семье, однако Кора и другие женщины игнорируют его протесты. |            |                                                               |                 |                 |                  |                                |
| 23 | 7          | «Седьмая серия»                                               | Дэвид Эванс     | Джулиан Феллоуз | 28 октября 2012  | 11,82                          |
| Август 1920 года. Бейтс освобождён из тюрьмы, что не радует Томаса, поскольку тот, скорее всего, займёт теперь его место. О’Брайен устраивает ему ловушку, намекая на то, что Джимми испытывает к нему симпатию. После поездки в Лондон и знакомства с редактором газеты Эдит, вопреки возражениям отца, но при поддержке бабушки, соглашается на предложение редакции вести еженедельную колонку. Мэттью продолжает противостоять тестю, обвиняя его в неумелом руководстве поместьем; из-за этих обвинений управляющий Джарвис увольняется. В Даунтон приезжает брат Бренсона; проходят крестины малышки Сибил в католической вере, в которых принимают участие все, в том числе и Роберт. После крестин он предлагает Тому стать новым управляющим Даунтона. |            |                                                               |                 |                 |                  |                                |
| 24 | 8          | «Восьмая серия»                                               | Дэвид Эванс     | Джулиан Феллоуз | 4 ноября 2012    | 12,15                          |
| Сентябрь 1920 года. Ежегодный матч по крикету жителей деревни против жителей дома проявляет азартную сторону Роберта. К вдовствующей графине приезжает погостить внучатая племянница; она едет вместе с Эдит и Мэттью в Лондон, и они останавливаются у леди Розамунд. Выясняется, что представления девушки о морали весьма отличаются от таковых у её родственников. Карсон под давлением Джимми, которым манипулирует О’Брайен, решает будущее Томаса, однако на сторону последнего неожиданно встаёт Бейтс. Мэттью и Мэри пытаются сохранить друг от друга интимные секреты; им это не удаётся, что, однако, лишь укрепляет их отношения. |            |                                                               |                 |                 |                  |                                |
| 25 | —          | «Путешествие на север Шотландии» «A Journey to the Highlands» | Брайан Персивал | Джулиан Феллоуз | 25 декабря 2012  | 10,28                          |
| Август 1921 года. Мэри и Мэттью ждут первенца. Семья Кроули отправляется в Шотландию навестить леди Роуз и её родителей, лорда и леди Флинтширов. Эдит узнаёт, что мистер Грегсон тоже находится в Шотландии. Мэттью и Мэри расходятся в мнении относительно его мотивов. Том остаётся в Даунтоне вместе с дочерью. Персонал с нетерпением ждёт отдыха, но Карсон старается их сдерживать. Новая горничная Эдна пытается понравиться Бренсону. У миссис Патмор появляется поклонник. Во время бала в Шотландии Мэри чувствует себя нехорошо и решает уехать домой; дома у неё начинаются роды. Рождается новый наследник, а Мэттью погибает в автокатастрофе. |            |                                                               |                 |                 |                  |                                |

### Сезон 4 (2013)
(1922—1923)
| № общий | № в сезоне | Название                               | Режиссёр       | Автор сценария  | Дата премьеры    | Зрители в Великобритании (млн) |
| --- | ---------- | -------------------------------------- | -------------- | --------------- | ---------------- | ------------------------------ |
| 26 | 1          | «Первая серия»                         | Девид Эванс    | Джулиан Феллоуз | 22 сентября 2013 | 11,96                          |
| Февраль 1922 года. Леди Мэри носит траур по Мэттью, не проявляя большого интереса ни к жизни, ни к новорождённому сыну Джорджу. Лорд Грэнтэм и Бренсон спорят о управлении поместьем и оплаты налога на наследство, так как Мэттью не оставил завещания. Мисс О’Брайен неожиданно покидает поместье и уходит служить леди Флинтшир, отплывающей в Индию. Нуждаясь в личной горничной, Кора спешно нанимает бывшую служанку Эдну, прошедшую обучение на горничную с помощью рекомендаций, данных ей миссис Хьюз. Карсон и экономка предупреждают Бренсона держаться от неё подальше. После смерти Мэттью мистер Мозли теряет свою работу камердинера; вдовствующая графиня пробует найти ему новую, но весьма неудачно. Слуги взбудоражены днём Святого Валентина. Миссис Патмор пытается научиться пользоваться миксером. Том просит Карсона поговорить с Мэри, чтобы она начала жить дальше, но та расценивает его слова как непозволительную дерзость. Позже, однако, она извиняется перед ним и соглашается со справедливостью сказанного. Эпизод заканчивается тем, что Мэри, сняв траур, присоединяется к обеду арендаторов и обсуждает дела, связанные с поместьем. |            |                                        |                |                 |                  |                                |
| 27 | 2          | «Вторая серия»                         | Девид Эванс    | Джулиан Феллоуз | 29 сентября 2013 | 12,10                          |
| Март 1922 года. В офисе Мэттью находят письмо, написанное им незадолго до смерти. В нём он объявляет Мэри единственной наследницей. Граф Грэнтэм недоволен тем, что дочь и Том собираются вместе управлять поместьем. Леди Вайолет поддерживает её и призывает учиться у зятя, как вести дела. Адвокат графа подтверждает, что письмо Мэттью является завещанием, и ему приходится волей-неволей начать считаться с мнением Мэри. Мозли стал чернорабочим и увяз в долгах. Бейтс узнаёт об этом и вручает ему деньги под тем предлогом, что он якобы задолжал несколько лет назад. Мистер Грегсон рассказывает Эдит, что хочет стать гражданином Германии, потому что по немецким законам он сможет развестись со своей невменяемой женой, и тогда они с Эдит поженятся. Леди Роуз и Анна идут на вечеринку в Йорке. Роуз танцует с парнем из рабочего класса, но появляется ещё один поклонник, который затевает потасовку, и девушкам приходится спасаться бегством. |            |                                        |                |                 |                  |                                |
| 28 | 3          | «Третья серия»                         | Кэтрин Морсхед | Джулиан Феллоуз | 6 октября 2013   | 11,86                          |
| Апрель 1922 года. В доме приём гостей; на него приглашена знаменитая певица Нелли Мелба. Карсон считает, что «австралийской певичке» не следует ужинать с семьёй и гостями, но Кора настаивает на присутствии её за столом. Один из гостей — друг детства Мэри, лорд Гиллингэм. Он пытается флиртовать с ней. Его камердинер, мистер Грин, заигрывает с Анной. Когда вся семья и прислуга слушает концерт, он застаёт её на кухне в одиночестве, избивает и насилует. Анна просит миссис Хьюз держать это в тайне, потому что боится, что Бейтс убьёт Грина, и тогда его посадят в тюрьму и повесят. Один из гостей, лорд Сэмпсон, оказался карточным шулером, но Грегсон выводит его на чистую воду и отыгрывается, чем вызывает уважение графа. Том чувствует себя не в своей тарелке; ему трудно вести светские разговоры и притворяться аристократом. Эдна предлагает ему выпить и приходит ночью к нему в комнату. |            |                                        |                |                 |                  |                                |
| 29 | 4          | «Четвёртая серия»                      | Кэтрин Морсхед | Джулиан Феллоуз | 13 октября 2013  | 11,75                          |
| Апрель 1922 года. Том раскаивается в том, что произошло прошлой ночью; Эдна пытается шантажировать его возможной беременностью и хочет, чтобы он женился на ней. Миссис Хьюз разоблачает её намерения, обнаруживая у неё в комнате книгу Мэри Стоупс «Любовь в замужестве» (в которой, в частности, рассказывается о контрацепции), в результате чего Эдна покидает Даунтон. Роуз, Мэри и Том едут в Лондон и гостят у леди Розамунд. Та как бы случайно приглашает в гости лорда Гиллингэма. Они идут в джаз-клуб, где Роуз танцует с чернокожим певцом, чем очень смущает своих родственников. Анна избегает Бейтса, к полному его недоумению; она покидает их коттедж и просит у миссис Хьюз разрешения вернуться в комнаты для прислуги. Эдит проводит ночь с Грегсоном; леди Розамунд узнаёт об этом и предостерегает её, что это может серьёзно повредить её репутации. Лорд Гиллингэм едет вслед за Мэри из Лондона в Даунтон, признаётся ей в любви и просит её руки. Она отказывается, мотивируя своё решение тем, что Мэттью всё ещё владеет её сердцем. |            |                                        |                |                 |                  |                                |
| 30 | 5          | «Пятая серия»                          | Филипп Джон    | Джулиан Феллоуз | 20 октября 2013  | 11,39                          |
| Май 1922 года. Альфред экзаменуется на курсы шеф-поваров в лондонском отеле «Ритц». Карсон предлагает Мозли место лакея, но пока тот размышляет, Альфред возвращается: он провалил экзамен. У леди Грэнтэм новая камеристка — мисс Бакстер; Томас подговаривает её шпионить за семьёй и прислугой и докладывать ему. Один из фермеров в поместье разоряется; Мэри и Том хотят сами управлять фермой, но хозяин обращается напрямую к графу и просит у него отсрочки долгов. Роберт одалживает ему деньги. Кора с трудом уговаривает миссис Патмор поставить на кухне холодильник. Эдит идёт к доктору в Лондоне, подозревая, что беременна. Том размышляет о переезде в Америку. Бейтс подслушивает разговор Анны и миссис Хьюз; ему приходится пригрозить экономке своей отставкой; она рассказывает ему, что Анну изнасиловали, но клянётся, что это не Грин, а незнакомец, вломившийся в дом. Бейтс признаётся жене, что любит её больше прежнего; они примиряются. Он продолжает подозревать Грина и говорит миссис Хьюз, что найдёт виновного. Леди Вайолет принимает на работу нового садовника по ходатайству Изабель, но вскоре увольняет его, подозревая в краже мелкой вещицы из её кабинета. |            |                                        |                |                 |                  |                                |
| 31 | 6          | «Шестая серия»                         | Филипп Джон    | Джулиан Феллоуз | 27 октября 2013  | 11,54                          |
| Июнь 1922 года. Альфреда принимают на курсы в «Ритц» после того, как один из кандидатов уходит, и освобождается место. Он покидает Даунтон. Мозли умоляет Карсона взять его на работу вторым лакеем; миссис Хьюз же преуспевает в этом. Эдит волнуется, не получая вестей от Грегсона; к тому же приходит письмо от доктора, в котором он сообщает, что она беременна. Бейтс и Анна идут ужинать в роскошный ресторан в Йорке; метрдотель не пускает их, но, к счастью, там же ужинает леди Грэнтэм и помогает им разрешить ситуацию. Изабель находит потерянный нож для писем, который леди Вайолет считала украденным. Старая графиня вновь берёт садовника на работу и извиняется за недоразумение. Роуз хочет сделать сюрприз графу Грэнтэму на его день рождения и приглашает джаз-банд из Лондона, во главе с чернокожим певцом по имени Джек Росс. Карсон возмущён его присутствием, семья шокирована, но все ведут себя как подобает аристократам и, не выказывая удивления, танцуют под музыку. После вечеринки Мэри спускается на кухню и застаёт там Роуз, целующейся с Джеком. В гости к Роберту приезжает друг семьи, мистер Ивлин Напье, с другом, мистером Блейком. Между последним и Мэри сразу возникает вражда. |            |                                        |                |                 |                  |                                |
| 32 | 7          | «Седьмая серия»                        | Эд Холл        | Джулиан Феллоуз | 3 ноября 2013    | 11,93                          |
| Июль 1922 года. Граф Грэнтэм едет в Америку наводить порядок в делах брата Коры. Мэри узнаёт от миссис Хьюз всю правду о том, что случилось с Анной; она просит отца взять с собой Томаса, так как Бейтс нужен Анне, чтобы поддержать её в трудное для них время. У леди Вайолет бронхит; за ней преданно ухаживает Изабель. Мэри и мистер Блейк посещают новую свиноферму; обнаружив, что у свиней нет воды, они тащат её вместе, пачкаясь в грязи, и это приключение сближает их. Эдит и Роуз едут в Лондон. Роуз продолжает встречаться с Джеком, Эдит решает сделать аборт, но передумывает в последнюю минуту. Лорд Гиллингэм с камердинером приезжает в Даунтон, и присутствие Грина приводит Анну в ужас. Во время ужина прислуги тот упоминает случайно, что был на кухне во время концерта Нелли Мелба, и это не ускользает от внимания Бейтса. |            |                                        |                |                 |                  |                                |
| 33 | 8          | «Восьмая серия»                        | Эд Холл        | Джулиан Феллоуз | 10 ноября 2013   | 12,16                          |
| Август 1922 года. Эдит планирует отдать ребёнка одному из фермеров, но Розамунд предлагает уехать на несколько месяцев в Швейцарию и пристроить его там. Леди Вайолет подозревает, что с внучкой что-то не так, допытывается и узнаёт правду. Она оказывает ей финансовую поддержку. Джек приезжает к Роуз, и они проводят день в кафе, где их случайно видит Том. Он рассказывает об этом Мэри. Та предупреждает Роуз о проблемах, которыми грозит эта связь в будущем. Роуз сообщает ей, что они с Джеком хотят пожениться. Мэри едет в Лондон, чтобы отговорить его, но Джек уже сам решил, что не будет портить жизнь любимой. Альфред предлагает Айви выйти за него замуж, но она отказывается. Дейзи разбирается в своих чувствах, и они с Альфредом расстаются друзьями. Мисс Бакстер и Мозли нравятся друг другу. Лорд Гиллингэм сообщает Мэри, что расторг помолвку и готов сражаться за её сердце. Она просит его уволить Грина. Леди Грэнтэм организует благотворительную ярмарку. В разгар ярмарки из Америки возвращается Роберт. Также приезжает лорд Гиллингэм, чтобы сообщить Мэри, что Грин погиб в аварии. Анна беспокоится, что Бейтс имеет к этому отношение. Мистер Блейк также приезжает на ярмарку, однако Мэри заявляет ему, что лучше она сразу скажет ему «нет» и «отпустит на волю». |            |                                        |                |                 |                  |                                |
| 34 | —          | «Лондонский сезон» «The London Season» | Джон Этес      | Джулиан Феллоуз | 25 декабря 2013  | 9,4                            |
| Август 1923 года. Все едут в Лондон, чтобы представить Роуз на балу дебютанток. Приезжают брат Коры Гарольд Левинсон и их мать. Том остаётся в Аббатстве и случайно встречается с Сарой Бантинг, школьной учительницей. Она просит показать ей дом. Когда они приходят в галерею, их видит Томас и позже докладывает об этом графу, намекая, что, возможно, перед этим они были в спальне. На вечеринке Роуз случайно рассказывает о письме принца Уэльского (в 1923 году этот титул носил будущий король Эдуард VIII), которое может его скомпрометировать. Мистер Сэмпсон крадёт его. Роуз признаётся в этом Роберту, и он берётся помочь. Бейтс подделывает записку, в результате чего Мэри попадает в квартиру Сэмпсона, но не находит письма. Позже Бейтсу удаётся забрать конверт из внутреннего кармана его пальто. Мисисс Хьюз находит билет в Лондон в кармане пальто Бейтса и рассказывает об этом Мэри; та решает выдать его, но позже, после благополучного разрешения ситуации с письмом принца Уэльского, смягчается и сжигает билет. Эдит жалеет о своём решении оставить ребёнка в Швейцарии, игнорирует Розамунд и договаривается с местным фермером о том, чтобы он будет растить её дочь, выдавая её за дочь своей умершей знакомой. Томас пытается заставить Бакстер рассказывать ему обо всех, но вмешивается мистер Мозли. На балу Мэри узнаёт от лорда Гиллингэма, что мистер Блейк в очереди на огромное наследство от двоюродного брата, поэтому он подходит ей больше, чем она думала. Камердинер Гарольда влюблён в Дейзи и предлагает ей ехать в США, чтобы стать личным поваром мистера Левинсона, но она отказывается; вместо неё в Америку просится Айви. Графиня даёт слугам выходной день, и они отправляются на побережье. |            |                                        |                |                 |                  |                                |

### Сезон 5 (2014)
(1924)
| № общий | № в сезоне | Название                                   | Режиссёр       | Автор сценария  | Дата премьеры    | Зрители в Великобритании (млн) |
| --- | ---------- | ------------------------------------------ | -------------- | --------------- | ---------------- | ------------------------------ |
| 35 | 1          | «Первая серия»                             | Кэтрин Морсхед | Джулиан Феллоуз | 21 сентября 2014 | 10,7                           |
| Февраль 1924 года. Жители деревни хотят поставить памятник погибшим во время Первой Мировой войны и просят Карсона возглавить комитет. Эдит до сих пор не получила вестей от Грегсона, а её дочь воспитывает семья фермера; Эдит не может принять участие в её воспитании. Новая знакомая Бренсона, школьная учительница мисс Бантинг, не нравится Роберту. Дейзи решает учиться математике. Джимми преследует бывшая хозяйка, леди Анстратер. Лорд Мертон ухаживает за Изабель. Томас продолжает допытываться у Бакстер о связи между Бейтсом и смертью Грина и шантажирует её прошлым. Мозли предлагает ей принять меры до того, как Барроу расскажет всё леди Грэнтэм, — и она рассказывает, что была уволена с предыдущей работы из-за кражи драгоценностей. Роберт и Кора празднуют 34-ю годовщину свадьбы. Мисс Бантинг тоже приглашена на торжество, но выставляет себя в невыгодном свете. Тони Гиллингэм предлагает Мэри стать его любовницей. Случайно Эдит становится причиной пожара в своей комнате. В суматохе Роберт врывается в спальню леди Анстратер и застаёт её в постели с Джимми. |            |                                            |                |                 |                  |                                |
| 36 | 2          | «Вторая серия»                             | Кэтрин Морсхед | Джулиан Феллоуз | 28 сентября 2014 | 10,46                          |
| Апрель 1924 года. Джимми уволен, Мозли остаётся единственным лакеем. Томас рассказывает ему о преступлении Бакстер; он пытается выяснить мотивы преступления, но та держит это в тайне. Аристократ и искусствовед Саймон Брикер, приехав в Даунтон под предлогом изучения картины из фамильной коллекции, флиртует с Корой. Мэри просит Анну купить ей противозачаточные средства, уезжает в Ливерпуль и втайне проводит там время вместе с Гиллингэмом. Мистер Дрю, фермер, удочеривший ребёнка Эдит, предлагает ей чаще навещать девочку, но его жена явно против. Дейзи берёт частные уроки у мисс Бантинг. В Даунтон наносит визит местный полицейский и сообщает Карсону и миссис Хьюз, что открыто следствие по делу Грина, так как в Лондоне были обнаружены свидетели его смерти… |            |                                            |                |                 |                  |                                |
| 37 | 3          | «Третья серия»                             | Кэтрин Морсхед | Джулиан Феллоуз | 5 октября 2014   | 10,15                          |
| Май 1924 года. Сержант полиции берёт показания у Бейтса; Анна боится, что сержант узнает лишнее. Дворецкий леди Вайолет случайно видит, как Мэри и Гиллингэм вместе покидают отель в Ливерпуле. Вайолет, добившись от Мэри правды, выражает ей своё неодобрение. Бакстер рассказывает Коре, что она совершила кражу под влиянием человека, который ею манипулировал; та решает пока не увольнять её. Миссис Патмор просит у Карсона добавить на деревенский мемориал имя её племянника, расстрелянного за трусость, однако тот отказывается. Фермер Дрю просит у Эдит на время перестать посещать дочь, так как эти визиты раздражают его жену. Группа русских аристократов-беженцев приглашены в Даунтон на чай; выясняется, что один из них, князь Курагин, в молодости был близко знаком с Вайолет. Гиллингэм хочет поскорее жениться на Мэри, но она медлит с решением, сомневаясь, что они подходят друг другу. |            |                                            |                |                 |                  |                                |
| 38 | 4          | «Четвёртая серия»                          | Минки Спиро    | Джулиан Феллоуз | 12 октября 2014  | 10,25                          |
| Май 1924 года. Вайолет и Изабель навещают русских аристократов-беженцев, живущих в крайней бедности и нужде. Старая графиня рассказывает подруге о своём романе с Курагиным много лет назад. Отец Роуз, лорд Флинтшир, навещает Даунтон. Эдит просит у него помощи в поиске сведений о пропавшем Грегсоне, который, похоже, подвергся нападению нацистов. Лорд Мертон признаётся Изабель в любви и просит её руки. Мэри сообщает Гиллингэму, что она передумала и не выйдет за него замуж. Тони расстроен, удивлён и не готов принять её решение. Томас выглядит больным, и Бакстер узнаёт, что он лечится странными медикаментами. Роберту не нравится внимание, которое Брикер уделяет Коре. Мисс Бантинг снова приглашена на семейный обед Кроули, но заходит так далеко в своих разговорах, что Роберт выходит из себя и требует, чтобы она покинула дом. Сержант полиции посещает Даунтон; Анна была замечена в Лондоне на Пикадилли, где был убит Грин, и это вызвало подозрение у следователей. |            |                                            |                |                 |                  |                                |
| 39 | 5          | «Пятая серия»                              | Минки Спиро    | Джулиан Феллоуз | 19 октября 2014  | 10,39                          |
| 1924 год. Инспектор Вайнер из Скотланд-Ярд допрашивает Анну и Мэри; их показания вызывают у него новые вопросы и подозрения. Миссис Патмор получает приличную сумму денег в наследство и решает купить домик, чтобы сделать там небольшую гостиницу. Леди Розамунд приезжает из Лондона; Эдит ведёт её к фермерам, чтобы навестить дочь. Миссис Дрю требует от мужа запретить ей приходить к ним. Вайолет узнаёт от Розамунд всю правду о девочке, и обе они предлагают Эдит отправить её в интернат во Францию. Роуз занимается благотворительностью, устраивая чаепития для русских беженцев, и во время покупки пирожных знакомится с обаятельным Аттикусом Алдриджем. Мисс Бантинг прощается с Бренсоном и покидает Даунтон. Бейтс озабочен пристальным вниманием полиции к Анне. Чарльз Блейк приглашает Мэри на ужин с бывшей невестой Гиллингэма: у него есть хитрый план, как воссоединить эту пару и оставить Мэри свободной. Томас предупреждает миссис Хьюз, что он может причинить Бейтсу большие неприятности с полицией. Мистер Брикер приезжает в Даунтон опять и, пользуясь отсутствием Роберта, является в спальню Коры; в этот момент появляется сам граф и дерётся с ним. Кора настаивает на своей невиновности и говорит, что не приглашала Брикера к себе в спальню, однако муж становится к ней холоден. |            |                                            |                |                 |                  |                                |
| 40 | 6          | «Шестая серия»                             | Филипп Джон    | Джулиан Феллоуз | 26 октября 2014  | 9,87                           |
| 1924 год. Эдит узнаёт, что найдено тело Грегсона; он погиб в ходе гитлеровского путча в ноябре 1923 года. Она решается на решительный шаг: забирает свою дочь от фермеров и втайне перебирается в Лондон. После получения анонимного письма полицейский следователь допрашивает Бакстер; под угрозой возврата в тюрьму она признаётся, что подозревала о плохих отношениях Бейтса и Грина. Бейтс случайно находит у Анны книгу о контрацепции, принадлежащую Мэри, и предполагает что она не хочет от него детей, так как считает его убийцей. Он признаётся жене, что знал о том, что Грин виновен в насилии, и даже приобрёл билет в Лондон, но в последний момент передумал ехать, так как не хотел, чтобы его повесили за убийство и Анна осталась одна. Но неиспользованный билет, прямое свидетельство невиновности Бейтса, Мэри давно сожгла, думая, что это улика против него. Томас выглядит всё хуже и хуже; Бакстер заставляет его пойти к врачу; выясняется, что тот вкалывал себе инъекции, пытаясь излечиться от гомосексуальности. Кора и Роберт мирятся. Мэри принимает участие в скачках, там же присутствуют Гиллингэм и Мэйбл, его бывшая невеста. Кажется, план Блейка даёт положительные результаты… Карсон, вдохновлённый примером миссис Патмор, предлагает миссис Хьюз купить недвижимость в совместное владение для вложения капитала на будущее. |            |                                            |                |                 |                  |                                |
| 41 | 7          | «Седьмая серия»                            | Филипп Джон    | Джулиан Феллоуз | 2 ноября 2014    | 10,77                          |
| 1924 год. Изабель объявляет семье Кроули о помолвке с лордом Мертоном. Кора узнает от Вайолет и Розамунд о секрете Эдит и едет в Лондон, чтобы посмотреть на свою внучку. Она предлагает Эдит вернуться с Мэриголд в Даунтон и рассказать, что она удочерила её, так как фермеры не могли справиться с ещё одним ребёнком. Эдит соглашается неохотно, с условием, что Мэри и Роберт не будут знать правды. Тони Гиллингэм продолжает упорствовать по поводу Мэри; Блейк целует её на глазах у него и Мэйбл, пресекая, таким образом, дальнейшие притязания. Но и сам он выходит из «состязания» на руку Мэри, надолго уезжая по делам за границу. Бакстер узнаёт о билете Бейтса и может поклясться, что видела тот билет и он был не использован. Бейтс и Анна строят планы: они уверены, что истории с Грином и следствием пришёл конец. Том размышляет о переезде в Америку и пишет своему кузену в Бостон. Лорд Мертон и его сыновья приглашены на торжественный ужин в Даунтоне; последние грубят и оскорбляют Изабель и Бренсона. Изабель говорит Мертону, что вряд ли их брак будет счастливым, раз его сыновья так настроены против неё. Аттикус делает Роуз предложение. Собака Роберта больна раком; он и Кора берут её в постель, чтобы скрасить ей последний час. |            |                                            |                |                 |                  |                                |
| 42 | 8          | «Восьмая серия»                            | Майкл Энглер   | Джулиан Феллоуз | 9 ноября 2014    | 10,44                          |
| 1924 год. Вся семья едет в Лондон на свадьбу Роуз, но атмосфера накаляется: леди Флинтшир не одобряет выбор дочери, потому что Аттикус — еврей. А отец жениха против того, чтобы сын женился на нееврейке, потому что еврейство детей по галахическими критериям определяется по матери. Леди Флинтшир пытается саботировать свадьбу, скомпрометировав Аттикуса: она присылает Роуз подставные фотографии его с девушкой по вызову (от услуг которой он на деле отказался). К счастью, Аттикусу удаётся убедить невесту, что всё было подстроено. Инспектор полиции вызывает Анну в участок, в этот раз — на опознание: нашёлся свидетель, который якобы видел её на тротуаре возле места гибели Грина. Через несколько дней её забирают в тюрьму. Денкер, камеристка леди Вайолет, увлекает нового лакея Энди в казино, где тот проигрывает кучу денег, а она получает бесплатные напитки от заведения за счёт новичка. Томас, узнав об этом, предлагает ему помощь. Том получает письмо с предложением работы от своего кузена в Бостоне. В деревне проводится церемония открытия памятника жертвам войны, а также, по инициативе Роберта, установлена памятная доска в честь погибшего племянника миссис Патмор. Граф догадывается, что «удочерённая» Мэриголд — на самом деле дочь Эдит от Грегсона. |            |                                            |                |                 |                  |                                |
| 43 | —          | «Отдых в верещатнике» «A Moorland Holiday» | Минки Спиро    | Джулиан Феллоуз | 25 декабря 2014  | 7,66                           |
| Сентябрь и декабрь 1924 года. Лорд и леди Синдерби приглашают семью Кроули на охоту в окрестностях своего поместья. Их дворецкий Стоуэлл отказывается прислуживать Тому и всячески его игнорирует. Также он очень груб с остальными слугами, которые в результате сговариваются против него. За ужином хозяин дома очень резок с Томасом и Стоуэллом; Барроу узнаёт компрометирующий секрет лорда и подстраивает визит его бывшей любовницы с незаконным ребёнком. Роуз тактично находит выход из неприятного положения, тем самым приобретая уважение со стороны новоявленного свёкра. Леди Вайолет воссоединяет князя Курагина с женой, а у себя дома разводит по углам повздоривших дворецкого и камеристку. Карсон предлагает миссис Хьюз вместе приобрести дом и открыть небольшую гостиницу; та признаётся, что у неё нет денег, потому что все свои сбережения она тратит на уход за душевнобольной сестрой. Карсон всё же покупает недвижимость на имя их обоих и предлагает миссис Хьюз руку и сердце. Изабель отказывается выходить замуж за лорда Мертона, не желая вставать между ним и его сыновьями. В штате прислуги пополнение: симпатичный лакей Энди, который сразу приглянулся Томасу. Роберт и Том узнают, что Мэриголд — дочь Эдит, и решают, что рассказывать об этом Мэри ещё не время. Чтобы защитить Анну, Бейтс пишет признание в желании убить Грина и исчезает из поместья. Мозли и Бакстер едут в Йорк и обходят все тамошние пабы, показывая фотографию Бейтса; они находят паб, в котором он обедал в день убийства Грина. Соответственно, у него есть верное алиби. Свидетель, опознавший Анну, оказывается ненадёжен, и Анну отпускают под залог. В Даунтоне празднуют Рождество, совмещая его с прощальной вечеринкой для Тома, который решил уехать с маленькой Сибби в Америку. В разгаре празднества Бейтс возвращается домой. |            |                                            |                |                 |                  |                                |

### Сезон 6 (2015)
(1925)
| № общий | № в сезоне | Название                  | Режиссёр     | Автор сценария  | Дата премьеры    | Зрители в Великобритании (млн) |
| --- | ---------- | ------------------------- | ------------ | --------------- | ---------------- | ------------------------------ |
| 44 | 1          | «Первая серия»            | Минки Спиро  | Джулиан Феллоуз | 20 сентября 2015 | 10,32                          |
| Апрель 1925 года. Грядут большие перемены. Роберт вынужден сократить штат прислуги, добавляя забот Карсону. Миссис Хьюз волнуется по поводу исполнения супружеских обязанностей, и просит миссис Патмор поговорить с её женихом и узнать подробнее о том, хочет ли он настоящий брачный союз или дружеское сожительство. Местному госпиталю грозит слияние с крупной больницей округа; мнения Изабель и Вайолет по поводу пользы слияния сильно расходятся, и каждая пытается привлечь союзников на свою сторону. Мэри подвергается шантажу со стороны некоей горничной, которая грозит обнародовать её историю её любовных встреч с Тони Гиллингэмом в Ливерпуле. Роберт предлагает Мэри занять место Тома в качестве управляющего поместьем. Бейтс и Анна получают радостную новость: все обвинения по поводу убийства Грина сняты с них обоих навсегда. Анна печальна: её попытки забеременеть безуспешны. Эдит планирует проводить больше времени в Лондоне и больше работать в издательстве. Семья Кроули и слуги посещают аукцион; соседнее поместье распродают, и Дейзи, боясь, что свёкор её потеряет свою ферму, высказывает новым хозяевам своё возмущение происходящим, чем только вредит ему. |            |                           |              |                 |                  |                                |
| 45 | 2          | «Вторая серия»            | Минки Спиро  | Джулиан Феллоуз | 27 сентября 2015 | 10,04                          |
| Апрель 1925 года. Перепалка между Изабель и Вайолет насчёт госпиталя переходит в настоящий поединок, но теперь на сторону сватьи встаёт Кора. Мэри предлагает Карсону устроить свадебный приём в парадной гостиной, что его вполне устраивает, однако миссис Хьюз настаивает на том, чтобы праздновать вне особняка. Томасу кажется, что все избегают его и хотят, чтобы он ушёл, поэтому он ищет новую работу. Эдит воюет с издателем своего журнала, который не согласен принимать замечания от женщины. Мэри берёт Анну к своему врачу, сообщившему, что небольшая операция повысит шансы Анны выносить ребёнка. Семья Кроули едет на фермерскую ярмарку; там они встречают миссис Дрю, всё ещё скучающую по маленькой Мэриголд; Дрю сообщает о поисках другой фермы... |            |                           |              |                 |                  |                                |
| 46 | 3          | «Третья серия»            | Филип Джон   | Джулиан Феллоуз | 4 октября 2015   | 10,04                          |
| Май 1925 года. Кора узнаёт, что миссис Хьюз не в восторге от идеи празднования в гостиной, и поддерживает её; Карсон вынужден уступить. Вайолет пытается привлечь сына на свою сторону, ситуация накаляется; встречи патронов госпиталя превращаются в ссору с оскорблениями. Эдит увольняет своего издателя; завершить вёрстку номера в срок ей помогает случайно встреченный управляющий Берти Пелэм, с которым она познакомилась в прошлом году. Анна беременна, но боится радоваться раньше времени и что-либо рассказывать Бейтсу. Томас обнаруживает, что найти приемлемую работу не так-то легко. Спратт, дворецкий леди Вайолет, ведёт себя странно, чем привлекает пристальное внимание Денкер. Раскрыв его тайну, она помогает ему, но только чтобы в дальнейшем шантажировать его этим фактом. Дейзи узнаёт, что семья Дрю собирается покинуть поместье; она надеется, что мистер Мэйсон получит в аренду их ферму. Карсон и миссис Хьюз женятся и устраивают свадебный банкет в холле деревенской школы; во время празднества внезапно появляется Том с малюткой Сибби и говорит, что приехал остаться в Даунтоне навсегда. |            |                           |              |                 |                  |                                |
| 47 | 4          | «Четвёртая серия»         | Филип Джон   | Джулиан Феллоуз | 11 октября 2015  | 10,39                          |
| Май 1925 года. Карсоны проводят медовый месяц в Скарборо, поэтому Барроу исполняет обязанности дворецкого. Сержант в присутствии Мозли убеждает Бакстер выступить свидетелем в суде. К старой графине приезжает леди Шеклтон с племянником Генри Толботом. За ужином вспыхивает очередная дискуссия о местной больнице. Толбот приглашает Мэри продолжить общение в Лондоне. Томас откровенничает с Бакстер, согласившейся на предложение сержанта. В Даунтон приезжает чета Хардингов; в миссис Хардинг слуги узнают бывшую горничную Гвен и обсуждают её «взлёт», а Барроу во время обеда «открывает» глаза хозяевам. Гвен рассказывает с теплотой и благодарностью об участии в её судьбе Сибил. У Анны снова угроза выкидыша, Мэри срочно везёт её в Лондон к доктору, и всё заканчивается благополучно. Дейзи решает высказать господам своё недовольство решением отказать Мэйсону в аренде Тисовой фермы, но Роберт сообщает ей, что ферма отдана по назначению. Мэри и Генри Толбот ужинают в Королевском автомобильном клубе. Карсоны вернулись. Принимая поздравления хозяев и слуг, они просят называть их по-прежнему «мистер Карсон» и «миссис Хьюз». |            |                           |              |                 |                  |                                |
| 48 | 5          | «Пятая серия»             | Филип Джон   | Джулиан Феллоуз | 18 октября 2015  | 10,60                          |
| Май 1925 года. Миссис Патмор, Дейзи и Энди помогают мистеру Мэйсону с переездом на новую ферму. Дейзи раздражает то, что между её свёкром и кухаркой намечаются романтические отношения. Энди хочет учиться и стать фермером, и признаётся Томасу в своём неумении читать и писать; тот предлагает ему свою помощь. Эдит принимает на работу нового редактора и заводит роман с Берти. Мозли сопровождает Бакстер в суд, но её так и не вызывают свидетельствовать. Карсон, привыкший к кухне миссис Патмор, критикует стряпню миссис Хьюз. Денкер грубит Кларксону, за что Вайолет решает её уволить. Хитрая камеристка шантажирует Спратта его тайной, и он умоляет хозяйку, чтобы та оставила её. Сама графиня приглашает в Даунтон министра здравоохранения, Невилла Чемберлена, и старается устроить дела с госпиталем на свой лад. В середине ужина Роберта рвёт кровью; у него обострилась язва, и его срочно увозят на операцию. Мэри говорит Тому, что тот должен взять в руки все дела поместья, чтобы лишний раз не волновать отца. Случайно она слышит разговор матери и бабушки и начинает догадываться о происхождении Мэриголд. Кора устаёт от бесконечных препираний по поводу госпиталя и просит Чемберлена начать слияние. |            |                           |              |                 |                  |                                |
| 49 | 6          | «Шестая серия»            | Майкл Энглер | Джулиан Феллоуз | 25 октября 2015  | 10,31                          |
| Начало июня 1925 года. Карсон продолжает жаловаться на то, как миссис Хьюз ведёт хозяйство, к возрастающему недовольству последней. Он отмечает даже, что та плохо заправляет кровать, и рекомендует поучиться у миссис Патмор азам кулинарии. Кухарка советует ей, как проучить мужа. Совет госпиталя решает объединиться с Королевским Госпиталем Йоркшира; Кору приглашают на пост президента, сместив Вайолет с её многолетнего поста. Старая графиня узнаёт об этом до того, как Кора успевает сама рассказать ей, и возмущается предательством собственного сына и невестки. Дейзи пытается саботировать начавшуюся приязнь между миссис Патмор и мистером Мэйсоном. Мэри и Том едут в Лондон и встречаются там с Генри; он признаётся Мэри в любви. Они с Томом устраивают в Даунтоне день открытых дверей, чтобы собрать средства в пользу госпиталя. Карсон подозревает Томаса в домогательствах Энди, и тот чувствует себя всё более и более нежеланной персоной в Даунтоне. |            |                           |              |                 |                  |                                |
| 50 | 7          | «Седьмая серия»           | Дэвид Эванс  | Джулиан Феллоуз | 1 ноября 2015    | 10,26                          |
| Июль 1925 года. Изабель удивлена, получив приглашение на свадьбу сына лорда Мертона, Ларри; ведь именно он оскорбил её, тем самым заставив отказаться от намерений выйти замуж за Мертона. Вайолет подозревает будущую невесту Ларри, и выясняется, что та желает «спихнуть» на Изабель стареющего свёкра, чтобы самой не ухаживать за ним. Семья Кроули едет смотреть на автогонки с участием Генри; в гонке трагически погибает его друг. Опять Мэри вспоминает, как погиб Мэттью, и когда Генри звонит ей, предлагая руку и сердце, она отказывает и говорит, что он не подходит ей. Дейзи и Мозли сдают экзамены в школе, причём последний — настолько успешно, что директор предлагает ему стать учителем. Он узнаёт, что Энди не умеет читать, и предлагает помощь. Миссис Хьюз притворяется, что повредила руку, и заставляет Карсона заняться домашним хозяйством, после чего тот проникается уважением к труду жены. Миссис Патмор принимает первых клиентов в своей гостинице. Берти делает Эдит предложение. Кроули возвращаются в Даунтон и обнаруживают, что Вайолет уехала за границу, желая рассеять неприятную обстановку после конфликта с Корой; слуги вручают Роберту подарок от матери — щенка лабрадора. |            |                           |              |                 |                  |                                |
| 51 | 8          | «Восьмая серия»           | Дэвид Эванс  | Джулиан Феллоуз | 8 ноября 2015    | 11,15                          |
| Август 1925 года. Кузен Берти внезапно умирает, оставляя тому наследство и титул; так он становится маркизом. Роберт восхищён перспективами Эдит и даёт согласие на её замужество. Но она не спешит рассказывать жениху о том, что Мэриголд — её родная дочь. Мэри узнаёт об этом и из вредности подставляет сестру, рассказав об этом Берти. Тот расторгает помолвку, сказав, что не может доверять Эдит. Она едет в Лондон на встречу с редактором своей газеты и обнаруживает, что одна из анонимных журналисток на деле оказывается Спраттом, дворецким Вайолет. Вокруг гостиницы миссис Патмор назревает скандал; первые же клиенты оказались адюльтерами. Чтобы восстановить репутацию гостиницы и вновь привлечь клиентов, все Кроули приходят туда на чаепитие и фотографируются для местной газеты. Мозли начинает преподавать в школе. Томас пытается совершить самоубийство, перерезав себе вены, но его вовремя спасает бдительная Бакстер. Мэри всё ещё подавлена после завершения отношений с Генри; Том заставляет её признаться себе в том, что она любит его. Толбот приезжает в Даунтон и обвиняет Мэри в том, что она слишком горда, чтобы выйти за человека, который гораздо беднее её. Вайолет возвращается из Франции, чтобы убедить внучку выйти замуж за Генри. В конце концов та принимает предложение, и они, не откладывая, женятся в приходской церкви. Мэри и Эдит мирятся и обещают друг другу быть более дружными сёстрами. |            |                           |              |                 |                  |                                |
| 52 | —          | «Завершение» «The Finale» | Майкл Энглер | Джулиан Феллоуз | 25 декабря 2015  | 11,22                          |
| 29 сентября — 31 декабря 1925 года. Карсон рассказывает жене, что страдает от болезни Паркинсона; дрожь в руках мешает ему разливать напитки и подавать ужин. Томас находит работу в новом доме, но она ему не по душе. Эдит предлагает Спратту расширить его колонку на целую страницу в её журнале; Денкер узнает секрет Спратта и разоблачает его перед Вайолет, но та в восторге от колонки и не собирается его увольнять. Школьный директор предлагает Мозли работать учителем на полную ставку, с проживанием в собственном коттедже. Он оставляет службу; также они с Бакстер уже не скрывают взаимные романтические чувства. Лорд Мертон рассказывает Изабель, что страдает от смертельной болезни; тем не менее, он хочет жениться на ней. Его невестка пытается предотвратить брак, однако вмешивается Вайолет, и барон уходит жить к Изабель. Энди хочет, чтобы Дейзи стала его девушкой, хотя все его ухаживания остаются без внимания. Он помогает её свёкру на ферме, и в конце концов та понимает, что Энди ей нравится. Роберт видит, какое удовольствие приносит Коре занятие делами госпиталя, и гордится ею. Мэри организует встречу между Эдит и Берти, который делает ей предложение сызнова. Вместе они решают рассказать его матери-резонёрше о секрете Мэриголд. Та ценит искренность Эдит и даёт согласие на брак. Генри и Том открывают совместный бизнес по продаже машин. Доктор Кларксон диагностирует у лорда Мертона хроническое заболевание, но отнюдь не смертельное. Все в сборе на свадьбе Эдит и Берти в канун нового года. У Анны внезапно отходят воды прямо в комнате у Мэри, и она рожает сына. Карсон сдаёт полномочия Томасу; тот становится новым дворецким Даунтона. Вайолет отмечает прекрасную работу Коры в госпитале и мирится с нею. Новобрачные уезжают в свадебное путешествие, а всё семейство Кроули и слуги празднуют Новый год. |            |                           |              |                 |                  |                                |

## Фильмы
| Название | Режиссёр      | Автор сценария  | Дата премьеры    | Зрители в Великобритании (млн) |
| --- | ------------- | --------------- | ---------------- | ------------------------------ |
| «Аббатство Даунтон» «Downton Abbey» | Майкл Энглер  | Джулиан Феллоуз | 13 сентября 2019 | n/a                            |
| 1927 год. В рамках путешествия по Англии Король Георг V и Королева Мария наносят визит в Даунтон. Вместе с королевской свитой прибывает и таинственный незнакомец, стремящийся убить короля. Обостряются давние противоречия между вдовствующей графиней Вайолет и первой статс-дамой королевы. Между тем, семья Кроули и их слуги пытаются «противостоять» королевскому окружению и свите, которые подчиняют жизнь в Даунтоне своим правилам. |               |                 |                  |                                |
| «Аббатство Даунтон: Новая эра» «Downton Abbey: A New Era» | Саймон Кёртис | Джулиан Феллоуз | 29 апреля 2022   | n/a                            |
| Конец 1920-х. Вдовствующая графиня Вайолет Кроули получает в наследство роскошную виллу на юге Франции, и вся семья отправляется в грандиозное путешествие, чтобы раскрыть тайны новых владений. Тем временем в аббатстве Даунтон начинаются съёмки художественного фильма, и обитателям поместья приходится смириться с тем, что в Даунтон проник современный мир.                                                                            |               |                 |                  |                                |

### Комментарии
1. ↑  9.959 million on ITV1,[2] 978,000 on ITV1 HD,[3] 475,000 on ITV1+1.[4][5]
2. ↑  10.245 million on ITV1,[6] 919,000 on ITV1 HD,[7] and 601,000 on ITV1+1.[8]
3. ↑  9.824 million on ITV1,[9] 978,000 on ITV1 HD,[10] and 531,000 on ITV1+1.[11]
4. ↑  9.880 million on ITV1,[12] 814,000 on ITV1 HD,[13] and 606,000 on ITV1+1.[14]
5. ↑  10.155 million on ITV1,[15] 945,000 on ITV1 HD,[16] and 486,000 on ITV1+1.[17]
6. ↑  9.867 million on ITV1,[18] 955,000 on ITV1 HD,[19] and 504,000 on ITV1+1.[20]
7. ↑  10.811 million on ITV1,[21] 1.086 million on ITV1 HD,[22] and 383,000 on ITV1+1.[23]
8. ↑  10.672 million on ITV1,[25] 922,000 on ITV1 HD,[26] and 513,000 on ITV1+1.[27]
9. ↑  9.952 million on ITV1,[28] 1.104m on ITV1 HD,[29] 544,000 on ITV1+1.[30]
10. ↑  10.606 million on ITV1,[32] 1.071m on ITV1 HD,[33] 404,000 on ITV1+1.[34]
11. ↑  10.425 million on ITV1,[35] 1.097m on ITV1 HD,[36] 439,000 on ITV1+1.[37]
12. ↑  10.219 million on ITV1,[38] 1.115m on ITV1 HD,[39] 495,000 on ITV1+1.[40]
13. ↑  10.31 million on ITV1,[41] 1.156m on ITV1 HD,[42] 460,000 on ITV1+1.[43]
14. ↑  10.478 million on ITV1,[44] 1.154m on ITV1 HD,[45] 424,000 on ITV1+1.[46]
15. ↑  10.167 million on ITV1,[47] 1.210m on ITV1 HD,[48] 447,000 on ITV1+1.[49]
16. ↑  10.574 million on ITV1,[50] 1.193m on ITV1 HD,[51] 385,000 on ITV1+1.[52]
17. ↑  8.561 million on ITV1,[53] 1.127m on ITV1 HD,[54] 588,000 on ITV1+1.[55]
18. ↑  10.124 million on ITV,[56] 1.344m on ITV HD,[57] 484,000 on ITV +1.[58]
19. ↑  10.256 million on ITV,[59] 1.295m on ITV HD,[60] 548,000 on ITV +1.[61]
20. ↑  9.891 million on ITV,[62] 1.396m on ITV HD,[63] 576,000 on ITV +1.[64]
21. ↑  9.922 million on ITV,[65] 1.219m on ITV HD,[66] 608,000 on ITV +1.[67]
22. ↑  9.659 million on ITV,[68] 1.204m on ITV HD,[69] 529,000 on ITV +1.[70]